# Carolyn Schuler
Carolyn Jane Schuler (San Francisco, 5 gennaio 1943 – 22 luglio 2024) è stata una nuotatrice statunitense.

## Biografia
Carolyn Schuler nacque il 5 gennaio 1943 a San Francisco. Nel 1965 si laureò in educazione elementare presso l'University of the Pacific.
Specializzata nella farfalla, collezionò nel proprio palmarès due medaglie d'oro alle Olimpiadi. Ai giochi di Roma 1960, appena diciassettenne, trionfò nei 100m farfalla fissando il nuovo primato olimpico a 1'09"5.
Il secondo successo arrivò nella staffetta 4x100m misti dove, assieme alle compagne Lynn Burke, Patty Kempner e Chris von Saltza, stabilì il nuovo record del mondo, fermando il cronometro a 4'41"1.
Dopo essersi ritirata nel 1989, fu inserita nella International Swimming Hall of Fame.
Residente da molti anni a Mission Viejo, in California, morì il 22 luglio 2024 all'età di 81 anni.

## Palmarès
- Giochi olimpici

Roma 1960: oro nei 100m farfalla e nei 4x100m misti.